# Улуг Бег
Улуг Бег е тимуридски владетел, астроном и математик.

## Биография
Роден е на 22 март 1394 година в Султания, Иран, внук на Тимур и първи син на Шах Рух, произлизащи от тюркското племе барлас от Трансоксиана. Като дете пътува из Близкия изток и Индия с войските на дядо си. След неговата смърт баща му наследява по-голямата част от империята на Тимур и Улуг Бег се установява в столицата Самарканд. След като Шах Рух премества столицата в Херат, шестнадесетгодишният Улуг Бег става управител на Самарканд. През 1411 той става суверен на целия Маваранхар.
Младият владетел се опитва да превърне Самарканд в голям интелектуален център. През 1417 – 1420 строи мадраса и кани множество мюсюлмански астрономи и математици да се учат там. Най-известният ученик на Улуг Бег е Гият ал-Каши.
Специалните интереси на Улуг Бег са концентрирани в астрономията и през 1428 той строи огромна обсерватория, наречена Гурхани Зидж, подобна на по-късната Ураниборг на Тихо Брахе. Тъй като не разполага с телескоп, той увеличава точността си като увеличава дължината на своя секстант. Секстантът Фахри има радиус около 36 м и ъглова разделителна способност от 180". С него през 1437 той съставя Зиджи Султани от 994 звезди, обикновено считан за най-добрия звезден каталог между тези на Птолемей и Брахе. Сериозните грешки, които открива в арабските звездни каталози го подтикват да определи наново положението на 992 неподвижни звезди, към които добавя 27 звезди от каталога на Ал Суфи от 964 година, които са твърде на юг, за да бъдат наблюдавани от Самарканд. Този каталог, първият оригинален след Птолемей, става пособие по астрономия във всички европейски обсерватории и през 1665 е издаден от Томас Хайд в Оксфорд (Tabulae longitudinis et latitudinis stellarum fixarum ex observatione Ulugbeighi).
През 1437 Улуг Бег определя дължината на звездната година на 365,2570370...d = 365d 6h 10m 8s (грешка от +58s). В дългогодишните си измервания той използва гномон, висок 50 м. Тази стойност е подобрена с 28s през 1525, 88 години по-късно, от Николай Коперник, който се позовава на оценката на Табит ибн Кура, който е точен до +2s.
Улуг Бег е известен и в свързаната с астрономията математика, като тригонометрията и сферичната геометрия.
Улуг Бег е наследник на Шах Рух и след неговата смърт през 1447 става владетел на Тимуридската империя. След две години, на 27 октомври 1449 година, той е обезглавен от най-големия си син Абд ал-Латиф, докато пътува към Мека. По-късно е реабилитиран от внука си Бабур, основател на Моголската империя, който поставя останките на Улуг Бег в гробницата на Тимур в Самарканд.
Улуг Бег е конструирал и първия глобус.